# Диокситрифторид рения
Диокситрифторид рения — неорганическое соединение, оксосоль металла рения и плавиковой кислоты с формулой ReO2F3,
жёлтый порошок,
реагирует с водой,
«дымит» во влажном воздухе.

## Получение
- Действие фтора, разбавленного азотом, на оксид рения(IV) или перренат калия:

{\displaystyle {\mathsf {ReO_{2}+3F_{2}\ {\xrightarrow {150^{o}C}}\ 2ReO_{2}F_{3}}}}
{\displaystyle {\mathsf {2KReO_{4}+4F_{2}\ {\xrightarrow {150^{o}C}}\ 2ReO_{2}F_{3}+2KF+2O_{2}}}}

## Физические свойства
Диокситрифторид рения образует жёлтый порошок,
«дымит» во влажном воздухе,
в присутствии влаги реагирует со стеклом.

## Химические свойства
- Реагирует с водой:

{\displaystyle {\mathsf {ReO_{2}F_{3}+2H_{2}O\ {\xrightarrow {}}\ HReO_{4}+3HF}}}